# Пурпурна срца
Пурпурна срца (енгл. Purple Hearts) амерички је љубавни филм из 2022. године, у режији Елизабет Ален, по истоименом роману Тес Вејкфилд. Главне улоге тумаче Софија Карсон и Николас Голицин. Прати амбициозну музичарку по имену Кеси и маринца по имену Лук, који се заљубљују упркос многим препрекама. Филм је 29. јула 2022. приказао Netflix.
Права за филм је првобитно држао Alloy Entertainment, али их је у августу 2021. откупио Netflix. Продукција је почела убрзо након тога, а већина сцена је снимана на локацијама око Риверсајда и Сан Дијега у Калифорнији.

## Радња
Музичарка у успону пристаје на брак из користи с маринцем који ускоро одлази на нову мисију, али због једне трагедије њихова лажна веза убрзо постаје и превише стварна.

## Улоге
| Глумац           | Улога                |
| ---------------- | -------------------- |
| Софија Карсон    | Кеси Салазар         |
| Николас Голицин  | Лук Мороу            |
| Чоузен Џејкобс   | Френки               |
| Џон Харлан Ким   | Тоби                 |
| Кет Канинг       | Нора                 |
| Линден Ашби      | Џејкоб Мороу Старији |
| Ентони Иполито   | Џоно                 |
| Скот Декерт      | Џејкоб Мороу Млађи   |
| Сара Рич         | Хејли                |
| Лорен Ескандон   | Марисол Салазар      |
| Бреана Ракел     | Рајли                |
| Николас Давернеј | Армандо              |
| А. Џ. Танен      | др Грејсон           |